# Золотий кубок КОНКАКАФ 1996 (кваліфікація)
У фінальній частині Золотого кубку КОНКАКАФ 1996 року мало зіграти 8 команд, які були визначені таким чином:
- Всі три члени північноамериканської зони ( Канада,  Мексика та  США) отримали прямі путівки на турнір.
- Від карибської зони путівки отримують два фіналісти Карибського кубка 1995 року.
- Від центральноамериканської зони путівки отримують три найкращі команди Кубка націй Центральної Америки 1995 року.
- Бразилія була запрошена на турнір в статусі гостя.

## Карибська зона
Тринідад і Тобаго та  Сент-Вінсент і Гренадини стали фіналістами Карибського кубка та отримали путівки на Золотий кубок КОНКАКАФ 1996.

## Центральноамериканська зона
|  | Півфінали                | Півфінали                |   |                           | Фінал                     | Фінал |  |
|  |                          |                          |   |                           |                           |       |  |
|  | 7 грудня - Сан-Сальвадор |                          |   |                           |                           |       |  |
|  | Гондурас                 | 1 (4)                    |   |                           |                           |       |  |
|  | Коста-Рика               | 1 (2)                    |   |                           |                           |       |  |
|  |                          |                          |   |                           |                           |       |  |
|  |                          |                          |   |                           | 10 грудня — Сан-Сальвадор |       |  |
|  |                          |                          |   |                           | Гондурас                  | 3     |  |
|  |                          | Гватемала                | 0 |                           |                           |       |  |
|  |                          |                          |   |                           |                           |       |  |
|  |                          |                          |   |                           |                           |       |  |
|  |                          |                          |   |                           | Матч за третє місце       |       |  |
|  | 7 грудня — Сан-Сальвадор | 7 грудня — Сан-Сальвадор |   | 10 грудня — Сан-Сальвадор | 10 грудня — Сан-Сальвадор |       |  |
|  | Сальвадор                | 0                        |   | Сальвадор                 | 2                         |       |  |
|  | Гватемала                | 1                        |   |                           | Коста-Рика                | 1     |  |

 Гондурас,  Гватемала та  Сальвадор зайняли три перші місця на Кубку націй Центральної Америки та отримали путівки на Золотий кубок КОНКАКАФ 1996.

## Кваліфіковані команди
| Збірна                      | Кваліфікація                                    | Участь                    |
| Північноамериканська зона   | Північноамериканська зона                       | Північноамериканська зона |
| --------------------------- | ----------------------------------------------- | ------------------------- |
| США                         | Господар                                        | 3-тя                      |
| Мексика                     | Автоматично                                     | 3-тя                      |
| Канада                      | Автоматично                                     | 3-тя                      |
| Карибська зона              |                                                 |                           |
| Тринідад і Тобаго           | Переможець Карибського кубка 1995               | 2-га                      |
| Сент-Вінсент і Гренадини    | Фіналіст Карибського кубка 1995                 | 1-ша                      |
| Центральноамериканська зона |                                                 |                           |
| Гондурас                    | 1 місце на Кубку націй Центральної Америки 1993 | 3-тя                      |
| Гватемала                   | 2 місце на Кубку націй Центральної Америки 1993 | 2-га                      |
| Сальвадор                   | 3 місце на Кубку націй Центральної Америки 1991 | 1-ша                      |
| КОНМЕБОЛ                    |                                                 |                           |
| Бразилія                    | Запрошена                                       | 1-ша                      |